# NGC 7245
NGC 7245 este o galaxie situată în constelația Șopârla. A fost descoperită în 14 octombrie 1787 de către William Herschel. Se află la o distanță de 2,1 kiloparseci de Pământ.